# Василь (Тарасович)
Тарасо́вич Васи́ль (??? — 1651) — церковний діяч на Закарпатті, василіянин; мукачівський єпископ (1634—1651), ініціатор з'єднання (унії) із РКЦ на Закарпатті.
Василь Тарасович єпископ Мукачівської єпархії з 1634 року, перший єпископ Мукачева з часу укладення 24 квітня 1646 року Ужгородської унії до 1651.

## Переслідування та Унія
Переслідуваний семигородським князем Юрієм І Ракоцієм мусів покинути свій осідок і 1642 року, склавши на руки апостольського нунція католицького віровизнання, поселився у Каллові (Саболцької жупи). Там повстанці Ракоція 1643 схопили Тарасовича й у кайданах потягли до Мукачева.
Щоб врятувати єпархію від протестантів, Тарасович відрікся від унійних намірів і знову посів владичий престол у Мукачеві.
24 квітня 1646 року в церкві-каплиці Ужгородського замку: з ініціативи єпископа-василіянина Василя Тарасовича (галичанина), 63 священики засвідчили єдність із Католицькою Церквою (укладена Ужгородська унія).
1663 рік — визначено умови, на яких Мукачівська єпархія може бути включена до Київської митрополії. Однак через спротив вдови Ференца Ракоція ІІ, Мукачівська єпархія підпорядковується угорському Ягерському єпископу.
В цих умовах «православний» Тарасович Василь створив необхідні передумови для свого наступника Парфенія Петровіча, який став першим греко-католицьким єпископом Мукачева.

### Передісторія
У 1623 р., після 23 років вигнання, в Мукачеві з'являється єпископ Петроній, якого трансильванський князь Габор Бетлен призначив «єпископом Березького, Ужанського, Саболчського, Земплинського, Мараморошського і Шаришського комітатів об'єднаних грецьких церков» (ecclesiae unionis greacae = церков грецької унії). Грамота Г.Бетлена від 10 лютого є першим документом в історії Мукачівської єпархії, в якому перераховано територію по комітатам, що належить юрисдикції мукачівського єпископа. Юрисдикція його наступника — Івана Грегоровича (Joannem Gregory, 1627—1633) поширювалася на ті самі комітати. Новий владика (перший з числа мукачівських єпископів, який володів латинською мовою) був тісно пов'язаний з київським греко-католицьким митрополитом Велямином Рутським, з яким особисто познайомився під час повернення із Ясс, де він отримав хіротонію, на початку лютого 1628 р., про що Рутський писав у своєму звіті до Риму 28 червня того ж року. Наголошуючи, що «Він теж з нами, хоч ще не цілком досконало», Київський греко-католицький митрополит не піддає сумніву канонічність висвячення «мукачівського єпископа грецького обряду з Мадярщини» у митрополита Валахії та Молдавії.
Наступник Грегоровича Мукачівський єпископ Василь Тарасович, хоч і народився в Галичині, проте висвячення 6 грудня 1633 р. так само як і всі його попередники починаючи від 1597 р. отримав від Молдавського митрополита в Яссах.
Із усіх документів, у яких згадується ім'я Мукачівського і Мараморошського єпископа Василя Тарасовича (опублікованих А.Годинкою), звертає на себе увагу лист Егерського єпископа Георгія Ліппаї (Регенсбург, 15 березня 1641 р.) до кардинала Конгрегації поширення віри Палотта в Римі. В ньому говориться, що в результаті його дворічної діяльності з'явився намір «у проживаючого на території Егерського єпископства нез'єднаного руського патріарха до з'єднання…».
Окрім новини про «руського патріарха», у листі чи не вперше сформульовано по новому питання приналежності юрисдикції мукачівського єпископа до канонічної території Егерського латинського єпископства. Після того, як кардинал Шпад, на засіданні Конгрегації поширення віри доповів про зміст листа Егерського єпископа, Конгрегація ухвалила рішення звернутися до папського нунція у Відні Гаспаро Маттеї, Атенського титулярного архієпископа, щоб той з'ясував, про якого ж «patriarcha Ruthenorum Graeci schismatis» йде мова.
Невдовзі з'ясувалося, що мова йде про Мукачівського і Мараморошського єпископа Василя Тарасовича, який склав перед Егерським єпископом, делегованим для цієї справи віденським нунцієм, приписане папою для східних християн віровизнання. Таким чином, на початку 1640-х рр. римські очільники із Конгрегації поширення віри (кардинали Палотто, Шпад і Бранцаті), були поінформовані не лише про визнання Мукачівським і Мараморшським єпископом східного обряду Тарасовичем католицького символу віри, але й про те, що дане єпископство, розміщене 1643 р. в 10-ти комітатах (Березькому, Ужанському, Саболчському, Угочанському, Сатмарському, Мараморошському, Земплинському, Шаришському, Спішському і Абауйварському), знаходилося на канонічній території латинського єпископа з Егеру. Та все ж скидається на те, що уявлення про географічне становище юрисдикції Тарасовича залишалося для Римського престолу досить невизначеним питанням: руський патріарх, що мешкав на території Егерського єпископства з титулом єпископ Мукачівський і Мараморошський на Моравії, або, в іншому місці — на Молдавії.
Коли ж у другій половині XVI — першій половині XVII ст. кальвіністські князі Трансільванії, які прагнули створити сильну протестантську державу, запанували і над великою частиною Верхньої Угорщини, в тому числі Мукачівським замком та резиденцією мукачівських єпископів у монастирі на Чернечій горі, вони поставили за мету прозелітувати східних християн підвладних їм земель на кальвінізм та вслід за цим накинути їм угорську мову. Щоб краще протистояти натискові протестантських князів, конвертовані знову до католицизму Другети, за підтримки примаса Римської католицької церкви в Угорщині Петра Пазманя, з метою збереження свого впливу, пропонують східним християнам з околиць Ужгорода об'єднатися з Католицькою церквою.
Віруючі, керовані владиками із монастиря св. Миколая біля Мукачева, хоч і не розмовляли однією мовою та підпорядковувалися політичній еліті, яка належала до Латинської Церкви, об'єднувалися спільною церковною традицією і, в церковному та культурному відношенні, перебували під духовним впливом «Київської Церкви». В результаті співпраці католицьких кіл Угорщини (унію в Ужгороді було укладено з дозволу примаса Дьордя Ліппаї з латинським єпископом Егеру Дьордєм Якушичем) та монахів-василіан Партенія Петра і Гаврила Косовища, після 1646 р. загострилося питання про митрополичу підпорядкованість мукачівських єпископів. Його проблематичність ускладнювалася тим, що не збереглося документів, як про заснування Мукачівського єпископства, так і про юрисдикційну підпорядкованість його котромусь із найближчих до Мукачева митрополитів.
За часів Тарасовича до традиційних шести комітатів, на які поширювалася єпископська юрисдикція мукачівських владик (Берег, Унг, Саболч, Земплін, Мараморош і Шаріш), 1635 р. додалися — Угоч і Сатмар, а 1643 р. ще два — Спіш і Абауй. Разом тут проживало близько 160 тис. вірників. Окремої уваги заслуговує той факт, що на єпархіальному соборі, який відбувся 1638 р. в поселенні Кіральтелек (поблизу Нїредьгази), архідиякона затисянського округу Яноша Маринича було призначено одночасно «вікарієм для мадярськомовних вірників грецького обряду».
14 травня 1648 р. Естергомський архієпископ Дьордь Ліппаї запевнив з'єднане з Римською церквою руське духовенство Шарішського, Земплінського та Ужанського комітатів, що воно матиме церковний імунітет (захист). Архієрейська опіка з боку вищих католицьких кіл Угорщини проявилася уже 1651 р., коли Трансільванський православний архієпископ із Дюлофегирвару (тепер Альба Юлії в Румунії) Стефан Шімонович (1643—1654), разом із Молдавським Григорієм та Бистрицьким Савою, висвятив на владику Мукачівської єпархії монаха-греко-католика Петра Партенія (Петровича), як пояснює о. Е.-Кр. Суттнер, для того, «щоб врятувати унію, й тим самим гарантувати місцевій Східній Церкві підтримку католиків для протидії кальвіністам».